# Sicus
Sicus – rodzaj muchówek z rodziny Conopidae.

## Gatunki
Do rodzaju należą następujące gatunki:
- S. abdominalis Kröber, 1915
- S. alpinus Stuke, 2002
- S. ferrugineus (Linnaeus, 1761)
- S. fusenensis Ôuchi, 1939
- S. nigritarsis Zimina, 1975